# Al-Asraf Kánszauh egyiptomi szultán
Al-Asraf Kánszauh, azaz Kánszauh al-Gauri (1446 – Szíria, Mardzs Dábik, 1516. augusztus 24.) az egyiptomi cserkesz (elterjedt, te pontatlan elnevezéssel burdzsi) mamlúkok huszonkettedik, utolsó előtti szultánja volt (uralkodott 1501. április 20-tól haláláig). Teljes titulusa al-Malik al-Asraf, melynek jelentése „a legnemesebb király”. Uralkodása alatt kétségbeesetten megpróbálta megerősíteni és modernizálni államát, ám nem járt sikerrel, és még szemtanúja volt, hogy az Oszmán Birodalom elsöpri seregeit.

## Útja a trónig
Nevének második tagja onnan ered, hogy az al-Gaur néven ismert katonai iskolában képezték ki. Karrierje al-Asraf Káitbej (1468–1496) idején ívelt fel: 1481–1482 során Felső-Egyiptomban lett helytartó, majd 1484-ben tízes emírré léptették el. A kilikiai Tarszúsz helytartójaként részt vett az 1485–1491 között zajló első oszmán–mamlúk háborúban; 1489-ben Aleppóba helyezték, és főkamarási rangot kapott, majd Malatya helytartója, később az uralkodói testőrség parancsnoka lett, végül a négy hónapig uralkodó al-Ádil Túmán Báj nevezte ki főminiszterré (davádár). Magas hivatalai ellenére nem volt különösebben aktív szereplője az udvari intrikáknak.

## Uralkodása

### Kihívások

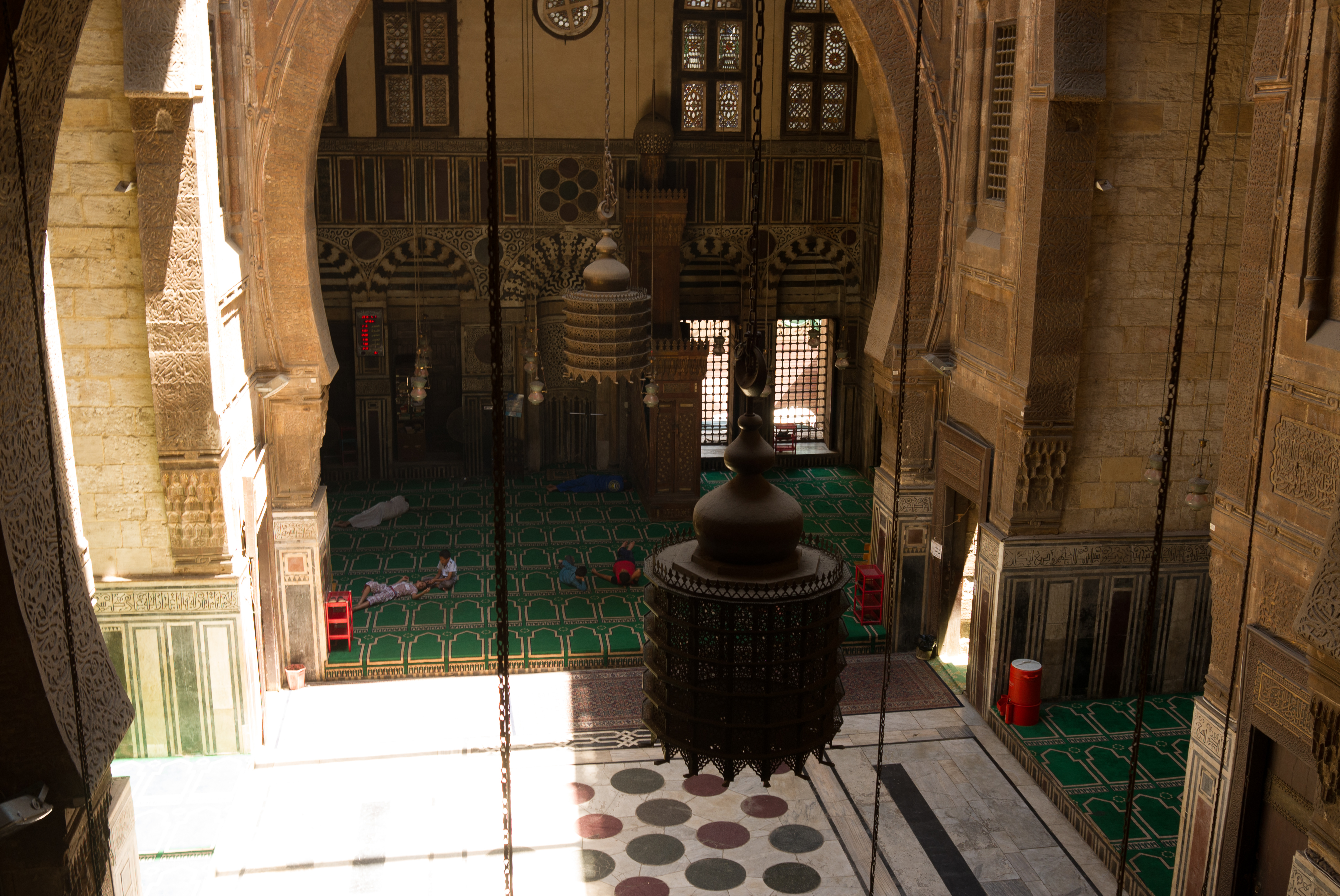
A Kánszauh mauzóleumából és madraszából álló al-Gauri-komplexum belső tere

1501 áprilisában a mamlúk előkelőségek megbuktatták az 1498 óta tartó trónviszályból győztesen kikerült Túmán Bájt, és Kánszauhot tették meg szultánnak. Az öregember nem szívesen vállalta a nehéz feladatot, de a legbefolyásosabb emíreket, a trónra juttatásában is érdemeket szerző Miszr Bájt és Kajt ar-Radzsabit még trónra lépése évében kiszorította a hatalomból. Ezt követően két legfontosabb támasza a pénzügyek élére kinevezett, arab származású Zajn ad-Dín Barakát ibn Músza, illetve az 1507-től davádárrá kinevezett és más funkciókkal is felruházott Túmán Báj, Kánszauh szintén mamlúk unokaöccse volt. Bár az akkor Aleppót irányító Szíbáj 1504/1505 folyamán fellázadt Kánszauh ellen, 1506-os megbékélésüket követően hasonlóan biztos támogatójának bizonyult: a Damaszkusz székhellyel egész Szíriát irányító helytartó egészen az oszmánok győzelméig kitartott Kánszauh mellett.
Kánszauh uralkodása mintegy tizenöt éve alatt igyekezett orvosolni birodalma súlyos belső bajait: akut pénzhiánnyal, a mamlúkok – köztük az elvileg leglojálisabb, saját toborzású alakulatok – fékezhetetlen engedetlenségével, nehézlovas hadviselésük elavulásával, a mágnások túlzott befolyásával, a nomád alattvalók és helyi hatalmasságok lázongásaival (pl. a Hidzsázban, a Bekaa-völgyben, a Haurán térségében, al-Karak környékén) kellett szembenéznie országán belül, de külpolitikai kihívások is érték: az Indiai-óceánon megjelentek a portugál kereskedők és gyarmatosítók, Isztambulban pedig egy ellenséges uralkodó került hatalomra 1512-ben I. Szelim oszmán szultán személyében. Súlyosbította helyzetét, hogy uralma alatt két alkalommal (1505, 1513) is végigsöpört birodalmán a pestis.

### Modernizációs törekvések
Mint sok más elődje, Kánszauh is igyekezett egy új haderőt kialakítani, ami megfelelt a kor elvárásainak, illetve amire támaszkodhatott volna a mamlúkok túlzott befolyásával szemben. Ez természetesen nem állt az uralkodó körök érdekében, így ha nem is hátráltatták, de egyáltalán nem segítették a szultán törekvéseit. 1507-től kezdve – a tapasztalat hiánya miatt csekély sikerrel – megpróbált ágyúkat öntetni serege felszerelésére, ráadásul 1511-ben hozzáfogott egy új, tűzfegyverekkel felszerelt gyalogos hadsereg felállításához, amelynek legénységét a hadviselésből addig kizárt alattvalók és külföldiek, köztük török és arab nomádok nomádok közül toborozta. A pénzügyi gondokat mindez csak súlyosbította, megterhelve a költségvetést, így a kormányzat kénytelen volt mind gyakrabban az eladási árak megszabásából és különféle új adókból, valamint a kegyvesztett és letartóztatott személyek elkobzott vagyonából finanszírozni működését. Fokozta a bajt, hogy az egyik legfontosabb bevételi forrás, a keleti, indiai-óceáni kereskedelem ebben az időszakban került veszélybe a portugálok megjelenésének köszönhetően.

### Összefogás a portugálok ellen

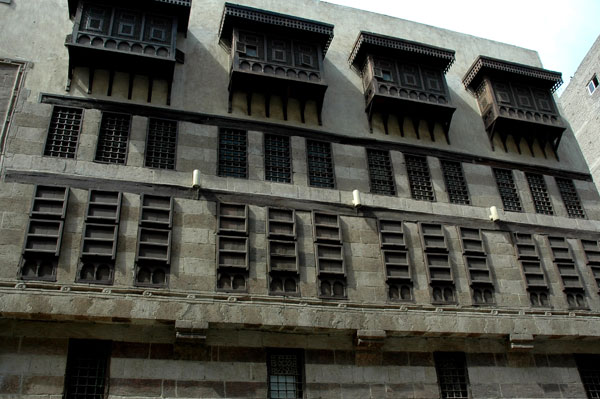
Az al-Gauri-komplexum külseje

Az első portugál hajósok Vasco da Gama vezetésével 1497-ben jelentek meg India földjén, és attól kezdve egyre több telepet alapítottak Afrika keleti partvidékén, illetve 1503-ban Indiában is megtelepedtek, amivel – a muszlimok elleni fellépés szándékával is – veszélyeztették a hagyományos kelet-nyugati kereskedelmi utak forgalmát. A mindig is nagy bevételeket hozó keleti kereskedelem Barszbáj kora óta állami kézben volt, a szultánság jövedelmeinek jelentős részét termelte meg. Kánszauh felismerte a veszélyt, és a gudzsaráti muszlim uralkodóval, Mahmúd Begada szultánnal együttműködésben támadásba lendült. A nem mamlúkok közé tartozó Huszajn al-Kurdi vezette flotta 1505 novemberében indult a Vörös-tengerről, útja során megerősítve Dzsidda kikötőjét. A portugálok 1508 januárjában vereséget szenvedtek a szövetségtől, de 1509 februárjában Diu partjai közelében ők arattak győzelmet. Al-Kurdi és a mamlúk flotta maradéka ekkor hazatért.
A keresztény veszély azonban váratlan együttműködéshez vezetett az Oszmán Birodalom és a Mamlúk Szultánság között. II. Bajazid, aki korábban háborút is vívott Anatólia területén Káitbej ellen, 1511-ben építőfát, vasat és puskaport ajándékozott Kánszauhnak, aki hozzáláthatott a flotta megerősítéséhez. A Szuezi-öbölben kezdődtek meg a munkálatok, melynek eredményeképpen 1515-re ismét menetkészen állt a hajóhad. A dzsiddai kormányzóvá kinevezett al-Kurdit ezúttal Szalmán raísz személyében egy rangos oszmán tengerésztiszt és 2000 tengerésze is elkísérte, azonban a közös expedíció csak Jemenig jutott, ahol elfoglalta Zabíd városát 1516 júniusában, és sikertelenül ostromolta meg Ádent – miközben kitört az újabb háború az oszmánok és mamlúkok között.

## A vég kezdete

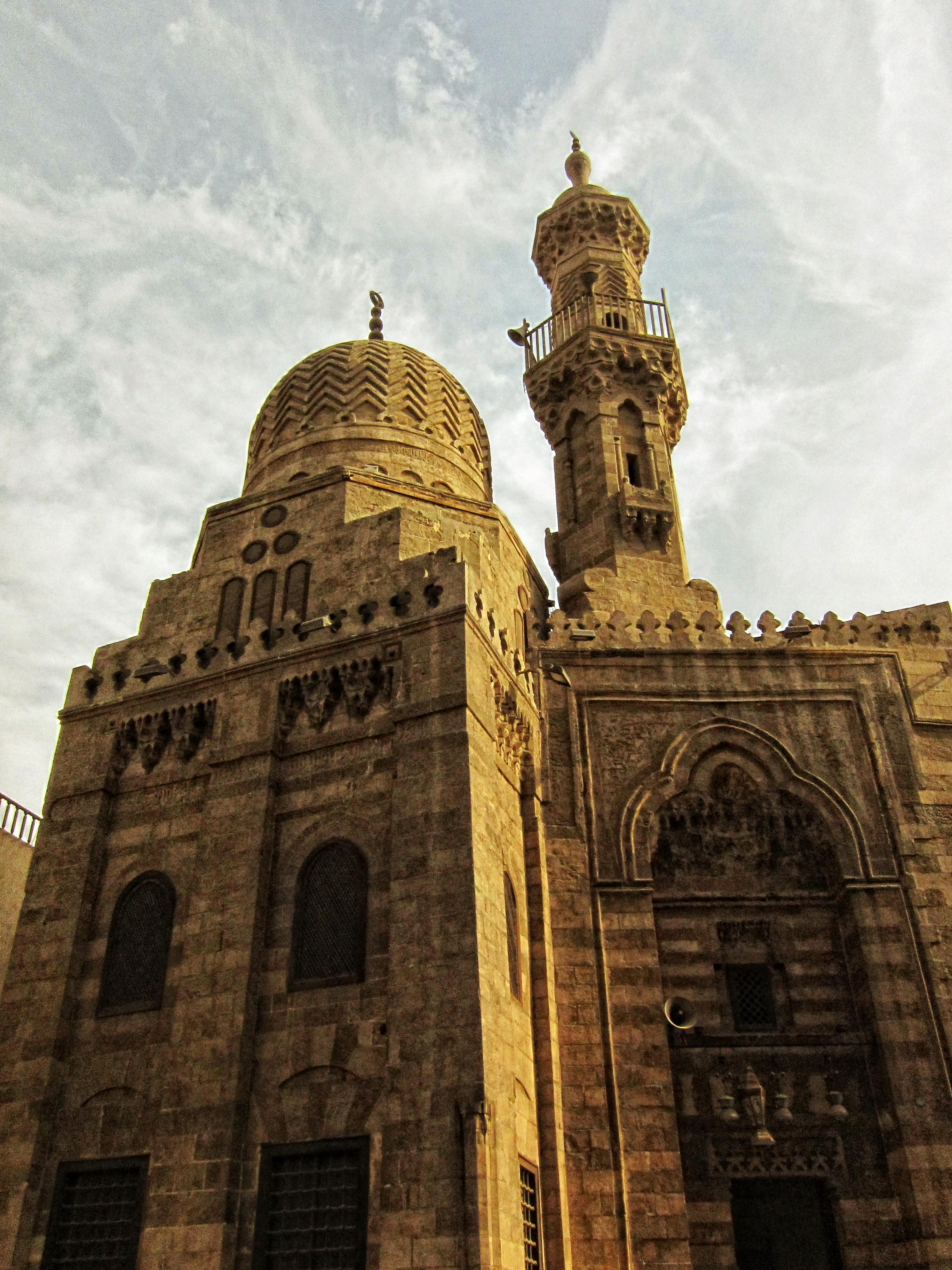
Kánibáj főlovászmester (amír áhúr) madraszája (1503–1504)

1512-ben a harcias, utókor által Rettentőnek nevezett I. Szelim váltotta békés természetű apját az isztambuli trónon, aki keletnek fordította az oszmán fegyvereket. Támadásának nem elsősorban az éppen szövetséges, és egyre gyengébb mamlúkok voltak a célpontjai, hanem az újonnan kialakult iráni, síita nagyhatalom, mely 1501-től kezdve a szafavida I. Iszmáíl sah vezetésével Azerbajdzsánból kiindulva Perzsia és Irak jelentős részét meghódította, és 1507-ben az oszmánok felügyelete alatt álló anatóliai ütközőállamot, a dulkadrida Elbisztánt is elfoglalta. (A korábbi hűbéres tartományt 1491-ben vesztette el végleg Kairó, de most már meg sem próbálkozott a visszaszerzésével.)
I. Szelim, amint tehette, támadásba lendült, a mamlúkokat pedig felkérte, hogy segítsenek a síita hatalom elleni harcban, de Kánszauh ezt megtagadta: sem a költséges hadakozás, sem az oszmánok megerősödésének elősegítése nem állt érdekében. A csáldiráni csata 1514-ben így is fölényes oszmán diadalt hozott, és Szelim Elbisztánt is visszaszerezte; annak korábbi fejedelmét, Alá ad-Daulát – saját anyai nagyapját – elégtelen segítőkészsége miatt megtámadta, legyőzte és megölette, a területet pedig birodalmába olvasztotta 1515 nyarán. Az ütközőállam megszűnése nagy riadalmat keltett Kairóban, így Kánszauh felvette a kapcsolatot Iszmáíllal, és minden eshetőségre készen 1516 júliusában Aleppó közelébe vonult a seregével, helyettesül hátrahagyva unokaöccsét, a davádári címet viselő Túmán Bájt.

## A vereség
Szelim, aki eredetileg újabb perzsa hadjáratot tervezett, nem kockáztathatta meg az akciót egy potenciálisan erős ellenféllel a hátában, így tárgyalásokba kezdett Kánszauhhal. A tárgyalások azonban nem hoztak sikert, és Szelim a támadás mellett döntött. A vele nagy valószínűséggel együttműködő aleppói kormányzó, Háir Báj visszavonulásának köszönhetően az Aleppótól északra vívott Mardzs Dábik-i csata 1516. augusztus 24-én fölényes oszmán diadallal végződött. Az agg Kánszauh az ütközet során feltehetően szélütést kapott, leesett a lováról és meghalt; holtteste később sem került elő. III. al-Mutavakkil kalifa fogságba esett, és a felségjelvények jó része szintén oszmán kézbe került. A vereség hírére Kairóban Túmán Bájt kiáltották ki szultánná. Szelim eredetileg nem kívánta meghódítani a mamlúkok szultánságát, de végül az átállt árulók győzködésére a hadműveletek folytatása mellett döntött, megpecsételve a birodalom sorsát.